# Napeogenes
Napeogenes är ett släkte av fjärilar. Napeogenes ingår i familjen praktfjärilar.

## Bildgalleri

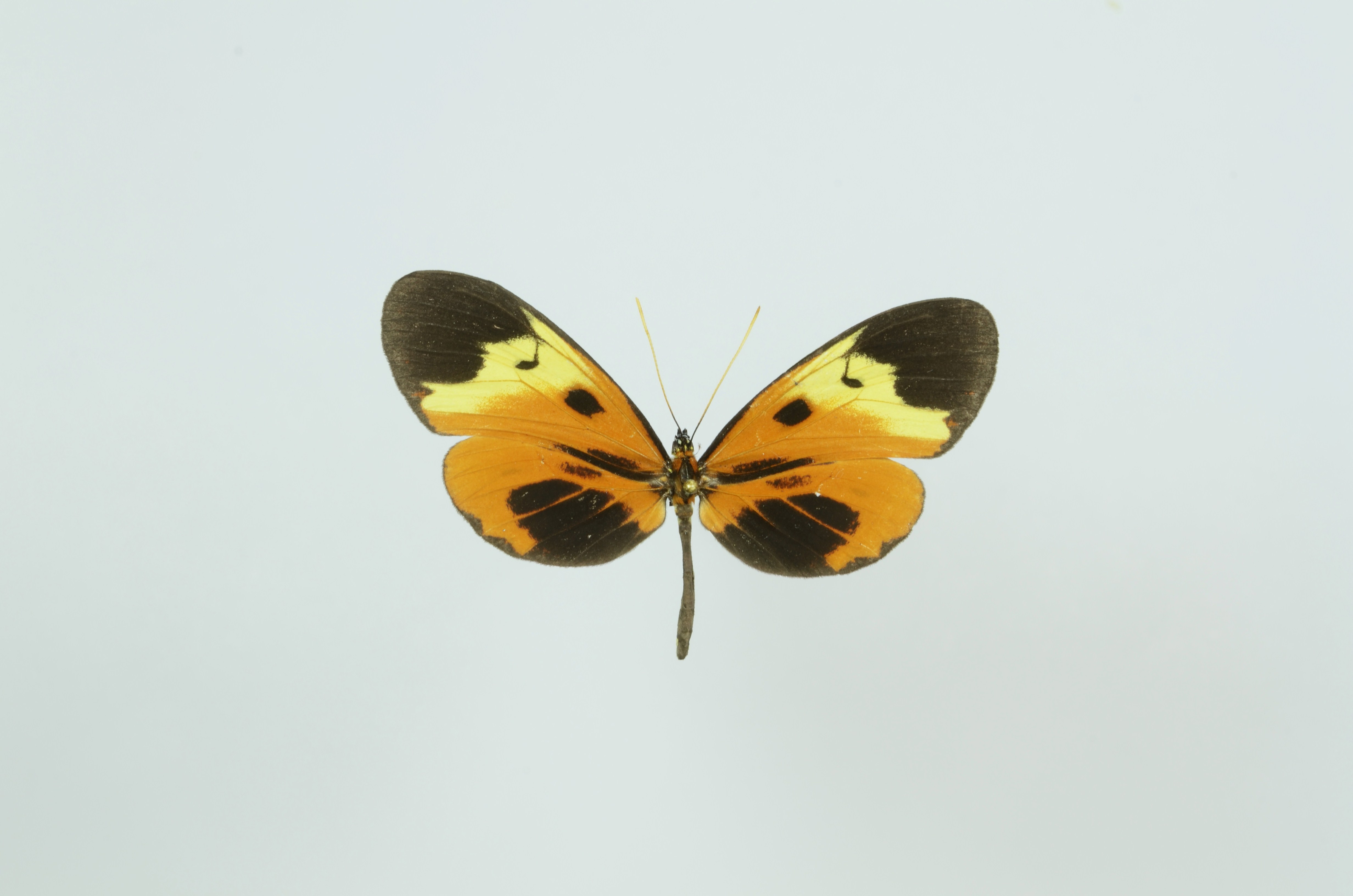
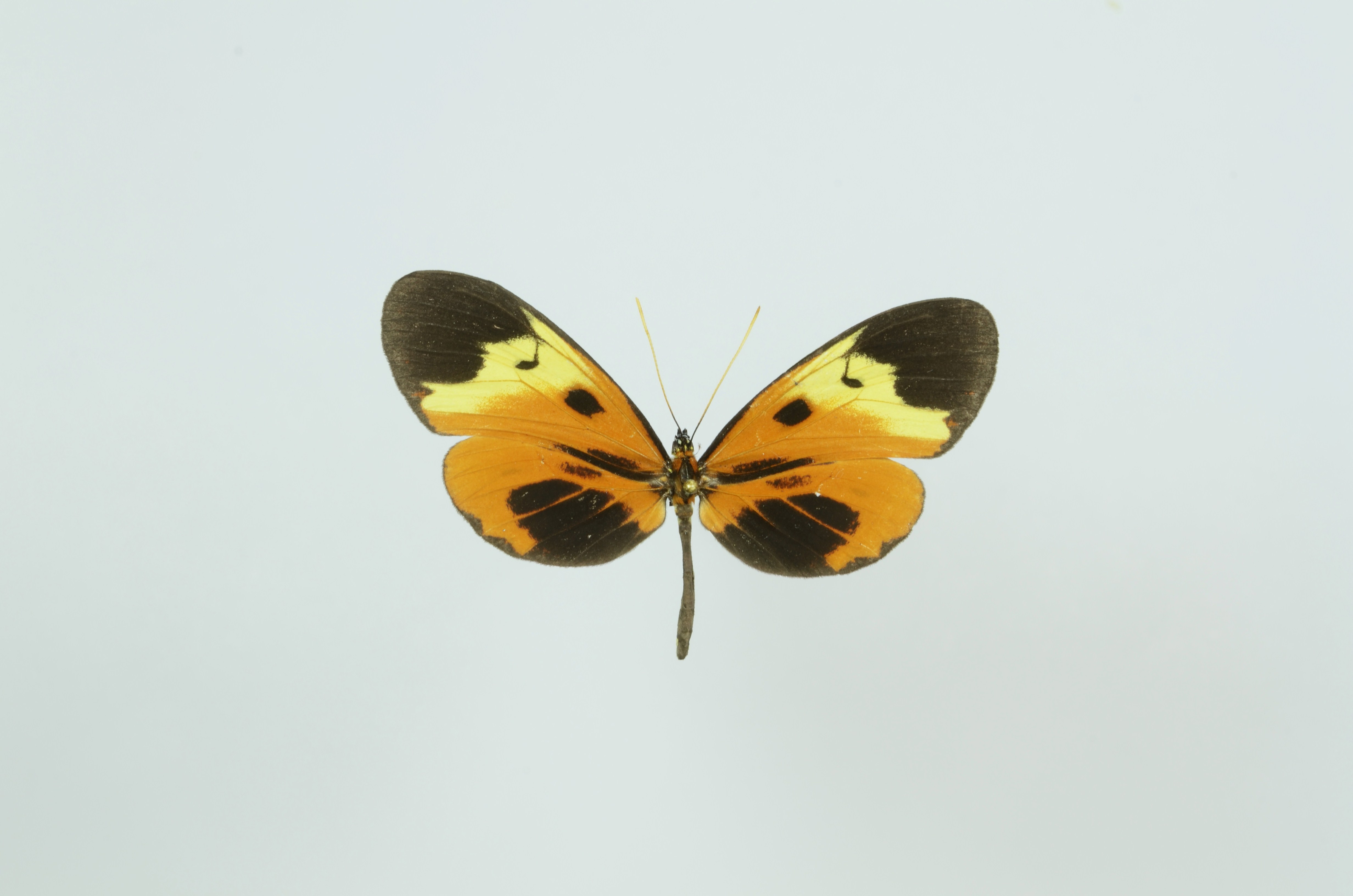
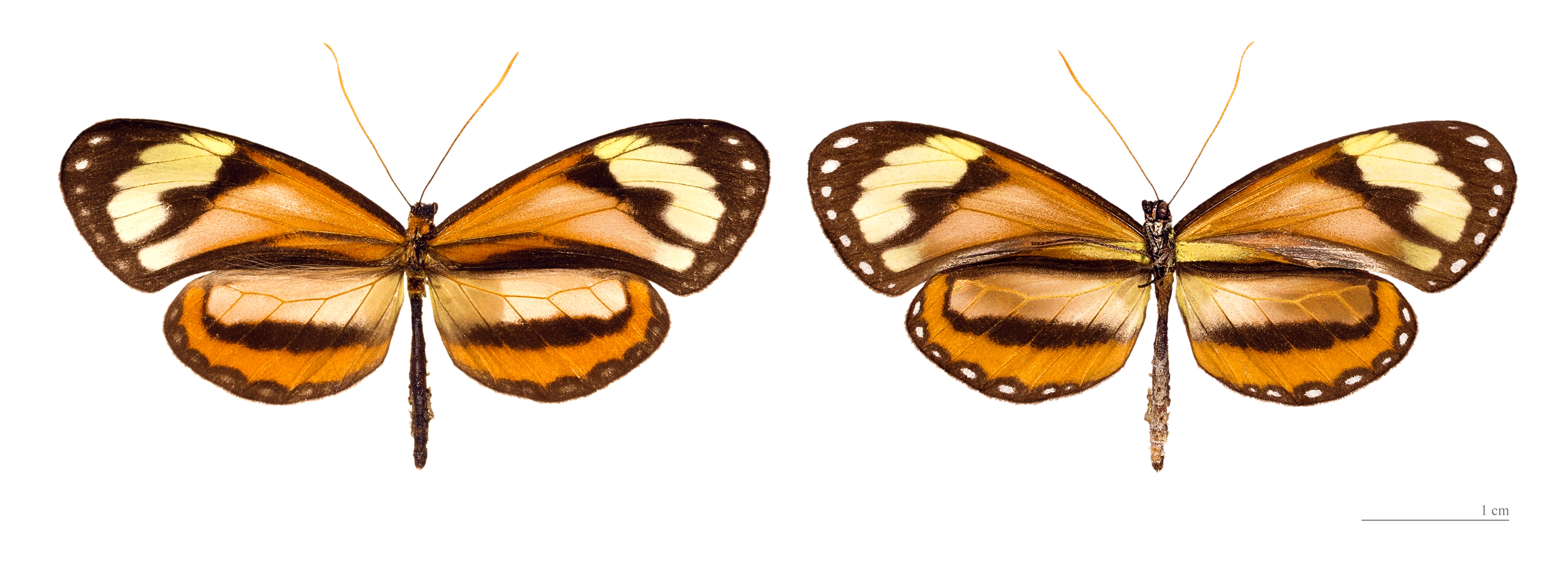
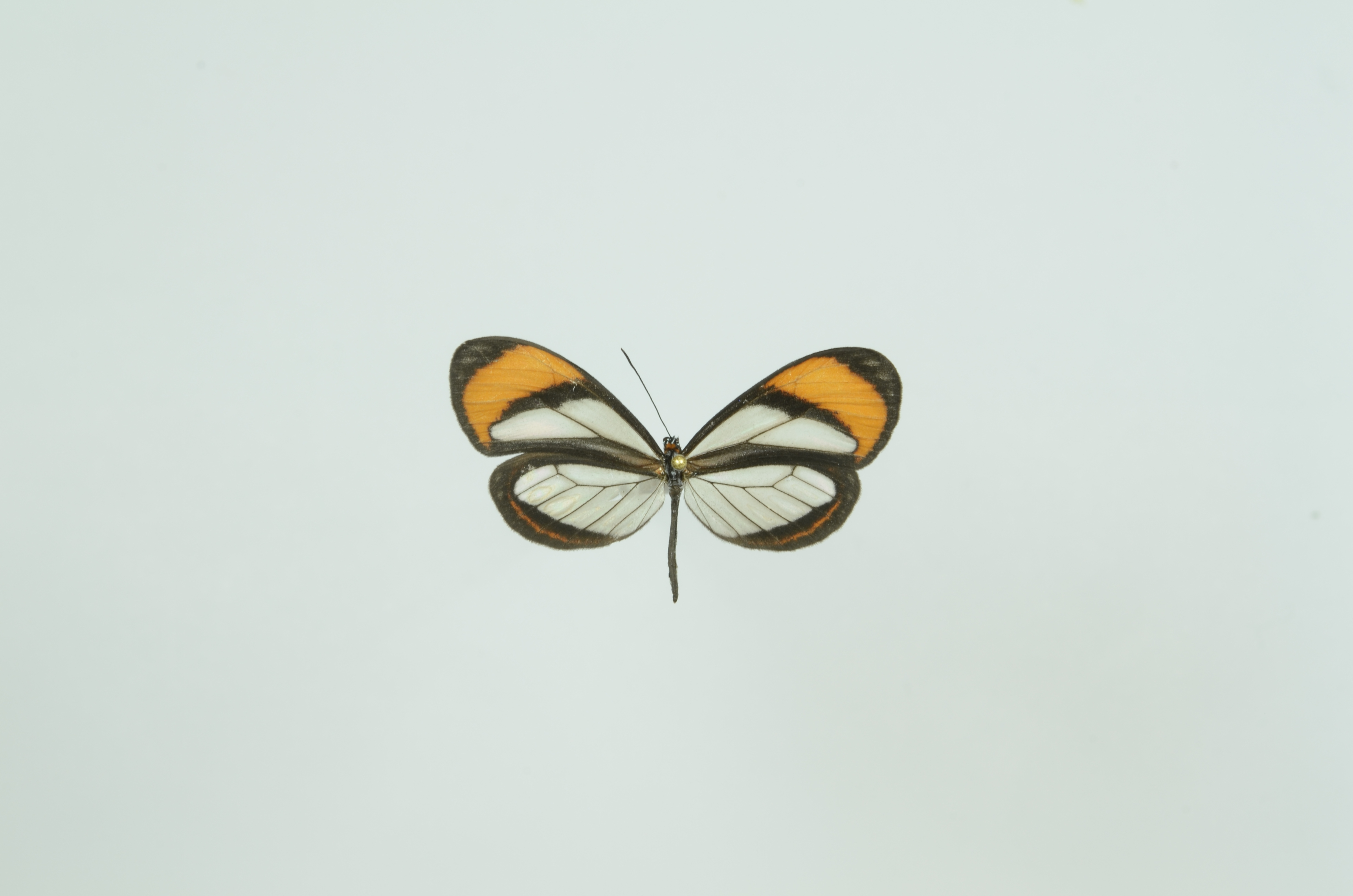

## Dottertaxa tillNapeogenes, i alfabetisk ordning[1]
- Napeogenes achaea
- Napeogenes acreana
- Napeogenes adelphe
- Napeogenes adulta
- Napeogenes adusta
- Napeogenes aethra
- Napeogenes amara
- Napeogenes anitae
- Napeogenes anteella
- Napeogenes apobsoleta
- Napeogenes apulia
- Napeogenes astarte
- Napeogenes aster
- Napeogenes avila
- Napeogenes azeka
- Napeogenes baumanni
- Napeogenes benigna
- Napeogenes catamelas
- Napeogenes caucayaensis
- Napeogenes chinia
- Napeogenes chrispina
- Napeogenes corena
- Napeogenes cranto
- Napeogenes crocodes
- Napeogenes curvilutea
- Napeogenes cyrianassa
- Napeogenes decora
- Napeogenes deucalion
- Napeogenes diaphanosa
- Napeogenes dilutata
- Napeogenes domiduca
- Napeogenes duessa
- Napeogenes ellariformis
- Napeogenes elva
- Napeogenes ercilla
- Napeogenes eunomia
- Napeogenes excellens
- Napeogenes flossina
- Napeogenes forsteri
- Napeogenes glycera
- Napeogenes gracilis
- Napeogenes gryne
- Napeogenes haenschi
- Napeogenes harbona
- Napeogenes hemimelaena
- Napeogenes hemisticta
- Napeogenes hoppi
- Napeogenes hypsaea
- Napeogenes inachia
- Napeogenes incas
- Napeogenes iquitensis
- Napeogenes ithra
- Napeogenes jamariensis
- Napeogenes johnsoni
- Napeogenes juanjuiensis
- Napeogenes lamia
- Napeogenes larilla
- Napeogenes larina
- Napeogenes lycora
- Napeogenes mastersi
- Napeogenes mesosticta
- Napeogenes moles
- Napeogenes nausica
- Napeogenes nicolayi
- Napeogenes nigromarginalis
- Napeogenes olyrina
- Napeogenes omissa
- Napeogenes opacella
- Napeogenes osuna
- Napeogenes otaxes
- Napeogenes pacifica
- Napeogenes paedaretus
- Napeogenes palmasensis
- Napeogenes paruensis
- Napeogenes peridia
- Napeogenes pharo
- Napeogenes pheranthes
- Napeogenes polymela
- Napeogenes potaronus
- Napeogenes pozziana
- Napeogenes pteronymiensis
- Napeogenes pyrois
- Napeogenes pyrrho
- Napeogenes quadrilis
- Napeogenes reali
- Napeogenes rhezia
- Napeogenes richardi
- Napeogenes sarcinarius
- Napeogenes sodalis
- Napeogenes stella
- Napeogenes sulfurina
- Napeogenes sulphureophila
- Napeogenes sulphurina
- Napeogenes sylphis
- Napeogenes terastis
- Napeogenes thira
- Napeogenes tolosa
- Napeogenes tunantina
- Napeogenes upina
- Napeogenes verticilla
- Napeogenes woytkowskii
- Napeogenes xanthone
- Napeogenes yanetta
- Napeogenes zurippa